# Hapalodectidae
De Hapalodectidae zijn een groep van uitgestorven carnivore hoefdieren uit de Mesonychia. Deze dieren leefden in het Paleoceen en Eoceen.
Over de Hapalodectidae is weinig bekend. De hapalodectiden waren kleiner dan de mesonychiden, met een lange, smalle schedel, vrij slanke kaken, dunne tanden en poten niet in tegenstelling tot die van de mesonychiden niet waren aangepast aan een rennende leefwijze. Mogelijk waren het otterachtige piscivoren en de hapalodectiden werden voorheen gezien als mogelijke voorouders van de walvisachtigen. Hapalodectes had het formaat van een huiskat. Het geslacht ontwikkelde zich in het Midden-Paleoceen in oostelijk Azië met fossiele vondsten uit Mongolië en China en migreerde ten tijde van het PETM via Beringia naar Noord-Amerika. Hapalorestes was de grootste vorm met een geschat gewicht van ongeveer 8 kg. De hapalodectiden zijn niet bekend uit Europa.

## Taxonomie
Familie Hapalodectidae
- Geslacht Hapalodectes
  - Hapalodectes anthracinus
  - Hapalodectes hetangensis
  - Hapalodectes dux
  - Hapalodectes leptognathus
  - Hapalodecte slovei
  - Hapalodectes serus
- Geslacht Hapalorestes
  - Hapalorestes lovei
- Geslacht Metahapalodectes
  - Metahapalodectes makhchinus
- Geslacht Lohoodon
  - Lohoodon lushiensis
- Geslacht Honanodon
  - Honanodon chow
  - Honanodon hebetis
  - Honanodon lushiensis
  - Honanodon macrodontus